# Дереже Неди
Дереже Неди (род. 13 января 1954 или 10 октября 1955) — эфиопский легкоатлет, специалист по бегу на длинные дистанции, кроссу и марафону. Выступал на профессиональном уровне в 1976—1991 годах, победитель соревнований «Дружба-84», чемпион Африки, двукратный серебряный призёр Всеафриканских игр, участник летних Олимпийских игр в Москве.

## Биография
Дереже Неди родился 10 октября 1955 года (по другим данным — 13 января 1954 года).
Впервые заявил о себе в марафоне в сезоне 1976 года, когда в составе эфиопской сборной с результатом 2:17:06.4 финишировал третьим на чемпионате Восточной Африки в Занзибаре.
В 1977 году стал серебряным призёром на Афинском марафоне, уступив на финише только своему соотечественнику Кебеде Балча.
В 1978 году в марафоне завоевал серебряную награду на Всеафриканских играх в Алжире.
В 1979 году одержал победу в марафоне на чемпионате Восточной и Центральной Африки в Момбасе.
Благодаря череде успешных выступлений в 1980 году удостоился права защищать честь страны на летних Олимпийских играх в Москве — в программе марафона показал время 2:12:44, расположившись в итоговом протоколе соревнований на седьмой строке.
В 1981 году выиграл бронзовую медаль Токийского международного марафона, занял 13-е место на чемпионате мира по кроссу в Мадриде.
На Токийском марафоне 1982 года был девятым, тогда как на кроссовом чемпионате мира в Риме показал 35-й результат.
В 1983 году финишировал четвёртым на Токийском международном марафоне, бежал марафон на впервые проводившемся чемпионате мира по лёгкой атлетике в Хельсинки, но здесь сошёл с дистанции.
В 1984 году занял 24-е место на чемпионате мира по кроссу в Ист-Ратерфорде, с результатом 2:11:18 одержал победу на Франкфуртском марафоне. Рассматривался в качестве кандидата на участие в Олимпийских играх в Лос-Анджелесе, однако Эфиопия вместе с несколькими странами восточного блока бойкотировала эти соревнования по политическим причинам. Вместо этого Дереже Неди выступил на альтернативном турнире «Дружба-84» в Москве, где с личным рекордом 2:10:32 превзошёл всех соперников. Также в этом сезоне был вторым на Монреальском марафоне.
В 1985 году финишировал пятым на Токийском международном марафоне, занял 16-е место на Кубке мира по марафону в Хиросиме, взял бронзу на чемпионате Африки в Каире и на Монреальском марафоне.
В 1986 году показал 63-й результат на кроссовом чемпионате мира в Коломбире, 22-й результат на Пекинском марафоне.
На Всеафриканских играх 1987 года в Найроби получил серебро в марафоне.
В 1988 году победил на чемпионате Африки в Аннабе, финишировал девятым на Нью-Йоркском марафоне.
В 1989 году стал вторым на Кубке мира по марафону в Милане и на Берлинском марафоне.
В 1990 году занял 18-е место на Лондонском марафоне, 23-е место на Берлинском марафоне.
На Берлинском марафоне 1991 года показал 33-й результат (2:18:09) и на этом завершил спортивную карьеру.